# ارتش امپراتوری عثمانی (قرن ۱۵-۱۹)

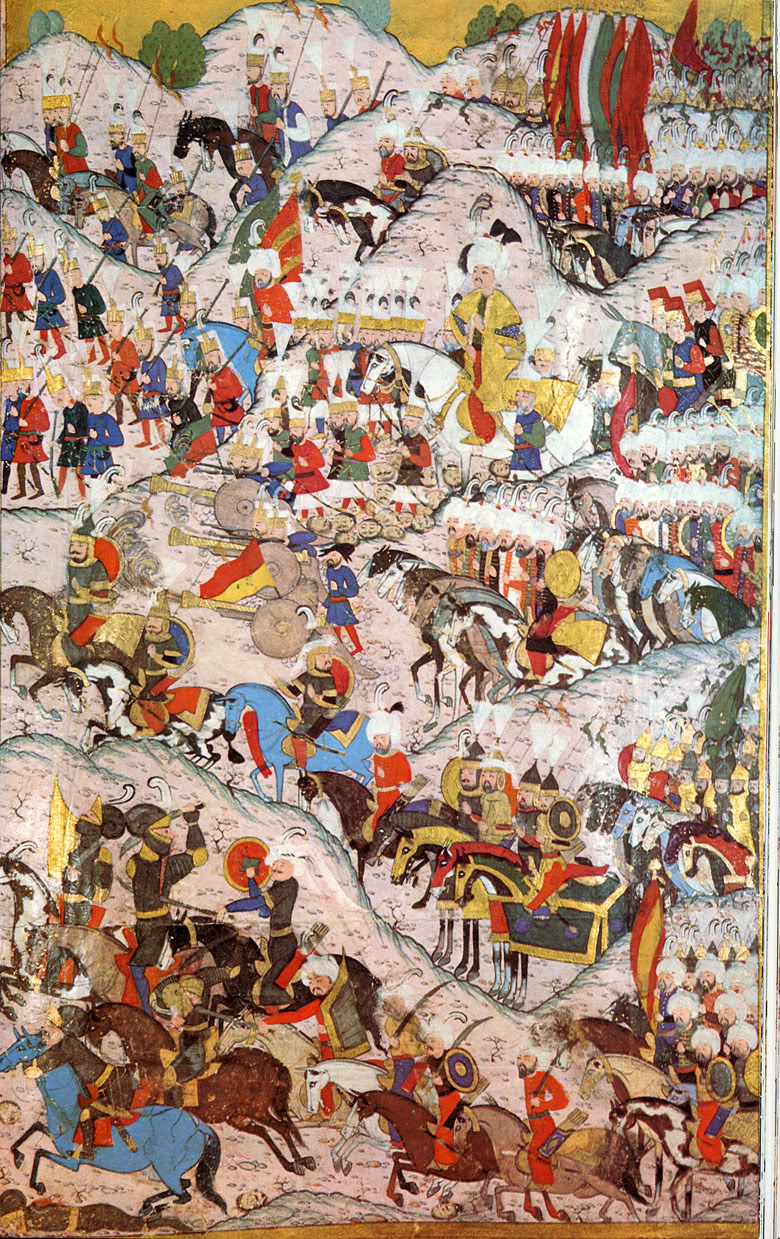
تصویری از نیروهای عثمانی در نبرد موهاچ

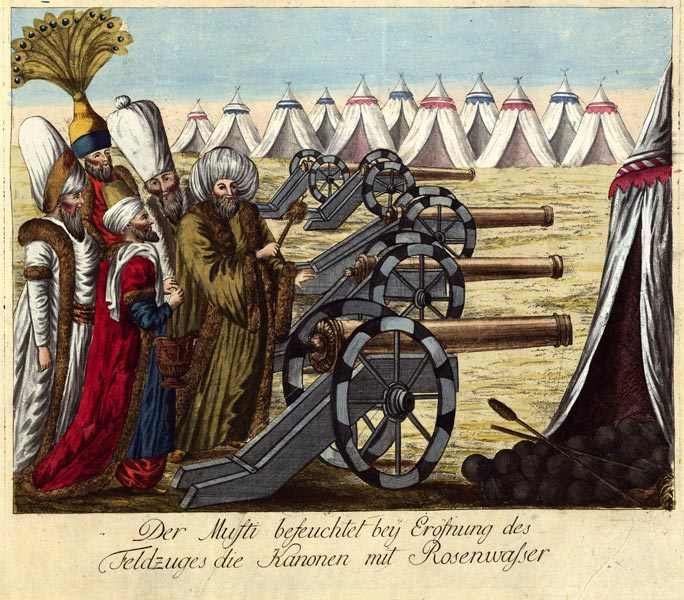

ارتش امپراتوری عثمانی در این دوره ساختار نظامی بود که توسط سلطان محمد فاتح، در طی سازماندهی مجدد دولت و ارتش ایجاد شد. این سازماندهی جدید عمده، بعد از ارتش ثابت سلطان اورخان یکم بود که به جای دریافت غنیمت جنگی یا پرداخت از سرمایه‌های مذهبی، حقوق دریافت می‌کرد. این ارتش نیرویی بود در زمان ظهور امپراتوری عثمانی به وجود آمد. این سازمان دارای دو ستاد بود، مرکزی (کاپی‌کولو) و پیرامونی (ایالت) بود. پس از یک قرن تلاش برای اصلاحات، این ارتش در ۱۵ ژوئن ۱۸۲۶ توسط سلطان محمود دوم مجبور به انحلال شد. امپراتوری عثمانی یکی از اولین کشورهایی است که از زمان امپراتوری روم ارتش پایدار را در اروپا حفظ کرد. این نیرو از قرن چهاردهم میلادی آغاز شد.

## یگان‌ها

### پیاده‌نظام

#### ینی‌چری
ینی‌چری‌ها واحدهای پیاده‌نظام نخبه‌ای بودند که نیروهای خانگی و محافظان سلطان عثمانی را تشکیل می‌دادند. سلطان مراد اول این نیرو را در سال ۱۳۸۳ ایجاد کرد. تشکیلات آنها به عنوان یک گروه زبده از اسلاوها، بلغاری‌ها و دیگر پسران قومی مسیحی آغاز شد که در اوایل ۳ سالگی به اجبار از خانواده آنها گرفته شده بودند. آنها به دلیل انسجام داخلی که با انضباط و نظم دقیق ایجاد شده، مشهور شدند. آنها تا سال ۱۶۲۰ موروثی و فاسد و مانعی برای اصلاح بودند.
برای تمام اهداف عملی، ینی‌چری‌ها به سلطان تعلق داشتند، عنوان «کاپی‌کولو» (دربان) بیانگر پیوند جمعی آنها با سلطان بود. آنها آموخته بودند که ارتش را خانه و خانواده خود، و سلطان را پدر واقعی خود بدانند. سپاه ینی‌چری از چند جهت قابل توجه بود. آنها لباس یکدست داشتند و به عنوان سربازان عادی به عنوان حقوق پول نقد دریافت می‌کردند.

#### یایا (پیاده)
تاریخچه یایا مربوط به نیروهای نظامی اولیه عثمانی متشکل از سواره‌نظام عشایر نامنظم و پیاده‌نظام سبک داوطلب است. این واحدها در برابر فئودال‌های محلی بیزانس کارآمد بودند اما با حمله مستقیم قادر به تصرف قلعه‌های مستحکم نبودند. در اواسط دهه ۱۳۲۰ به فرمان سلطان اورخان در زمان سازماندهی مجدد ارتش توسط علاءالدین پاشا تأسیس شد.
یایا و موسلم با گذشت زمان ویژگی‌های رزمی اصلی خود را از دست دادند و فقط در کارهایی مانند حمل و نقل یا جایگذاری گلوله‌های توپ به کار گرفته شدند. این سازمان به‌طور کامل در سال ۱۵۸۲ منسوخ شد.

### سواره نظام
شش لشکر سواره نظام، که به آن سواره نظام کاپی‌کولو (به ترکی استانبولی: Kapıkulu Süvarileri) نیز گفته می‌شود، سپاهی از سربازان سواره نظام نخبه در ارتش امپراتوری عثمانی بود.

#### سلاح‌دارها
سلاح‌دارها (لغتی فارسی و معادل عنوان «حاملان سلاح») تحت فرماندهی سلاح‌دار آقا، یک لشکر محافظ برای سلطان بود.
آنها از میان بهترین رزمندگان انتخاب شدند. هر سرباز عثمانی که در میدان جنگ عمل قابل توجهی انجام می‌داد ممکن بود به لشکر سلاح‌دار ارتقا یابد، اگرچه به‌طور معمول اعضای سایر واحدهای سوار نظام مانند تیمارلی سپاهی‌ها یا یکی دیگر از معتبرترین بخش‌های چهار لشکر کاپی‌کولو سپاهی‌ها به این ترتیب ارتقا می‌یافتند. سربازان پیاده مجبور شدند به عنوان پیش‌مرگ (به ترکی استانبولی: serdengecti) باشند و برای پیوستن به لشکر سلاح‌دار از مأموریت‌های انتحاری جان سالم به در ببرند. اگر ینی‌چری‌ها سلاح‌دار می‌شد، سایر اعضای لشکر با سواره نظام او را تحقیر می‌کردند و را او را یک خائن می‌دانستند، اما چون موقعیت و ثروت سلاح‌دار بسیار جذاب بود، هنوز ینی‌چری‌ها و سایر سربازان برای انجام مأموریت‌ها ثبت نام می‌کردند.

#### سپاهی
سپاهی به همه نیروهای سوار آزاده تُرک عثمانی غیر از آکینجی‌ها و سواران قبیله‌ای در ارتش عثمانی اشاره دارد. این کلمه تقریباً مترادف با سواره‌نظام به کار رفته‌است.

#### آکینجی
آکینجی سواره نظام چریکی با سلاح سبک، لشکر پیشاهنگی و نیروهای پیشرو بود. آنها یکی از اولین لشکرهایی بودند که در مقابل ارتش دشمن قرار می‌گرفتند و به قدرت در جنگ معروف بودند. آنها بدون حقوق و دستمزد به عنوان مهاجمان در مرزهای امپراتوری عثمانی زندگی می‌کردند و کاملاً از طریق غارت زندگی می‌کردند. آکینجی‌ها تا سال ۱۵۹۵ به کار خود ادامه دادند و پس از یک حمله بزرگ در والاچیا توسط وزیر اعظم کوجا سنان پاشا، منحل شدند.